# Nicolas Rommens
Nicolas Rommens (Lier, 17 dicembre 1994) è un calciatore belga, centrocampista dello Zulte Waregem.

## Carriera

### Club
Ha giocato nella prima divisione belga.

### Nazionale
Ha giocato nella nazionale belga Under-16.

## Palmarès

### Club

#### Competizioni nazionali
- Challenger Pro League: 1

Zulte Waregem: 2024-2025